# Bellegarde (Tarn)
Bellegarde era una comuna francesa situada en el departamento de Tarn, de la región de Occitania, que el 1 de enero de 2016 fue suprimida al fusionarse con la comuna de Marsal, y formar la comuna nueva de Bellegarde-Marsal.

## Demografía
| Gráfica de evolución demográfica de Bellegarde entre 1800 y 2012 |
|                                                                  |

Los datos demográficos contemplados en este gráfico de la comuna de Bellegarde se han cogido de 1800 a 1999 de la página francesa EHESS/Cassini, y los demás datos de la página del INSEE.